# Бивио Санта Чечилија (Салерно)
Бивио Санта Чечилија (итал. Bivio Santa Cecilia) је насеље у Италији у округу Салерно, региону Кампанија.
Према процени из 2011. у насељу је живело 2138 становника. Насеље се налази на надморској висини од 19 м.